# Kóstas Rígas
Kóstas Rígas (grec moderne : Κώατας Ρήγας), (né le 29 mars 1944 en Grèce), est un joueur et arbitre de basket-ball grec.

## Biographie
Costas Rigas joue avec l'équipe de Amyntas BC et disputant un match avec l'équipe junior de Grèce. Il devient ensuite arbitre professionnel. En 1977, Rigas devient arbitre international. Il dirige 23 rencontres pour un titre. Parmi ces rencontres, il dirige la finale des Jeux olympiques 1984, la finale du Championnat du monde de basket-ball masculin 1986, la finale féminine des Jeux olympiques 1992, quatre finales d'Euroligue (1984, 1985, 1986, 1991) et 4 finales de Coupe Korać. 
Il est ensuite nommé directeur des arbitres de l'Euroligue. Costas Rigas est aussi nommé parmi les 50 meilleurs contributeurs de l'Euroligue et candidat au FIBA Hall of Fame.

## Note
- (en) Cet article est partiellement ou en totalité issu de l’article de Wikipédia en anglais intitulé « Costas Rigas » (voir la liste des auteurs).